# Radnja vas
Radnja vas (nemško  Rattendorf) je  vas ali naselje in katastrska občina v občini občine Šmohor - Preseško jezero (nem. Hermagor-Pressegger See), na desni strani Zilje, 10 km zahodno od Šmohorja (nem. Hermagorja) v Ziljski dolini. Ob registrskem popisu leta 2024 je vas imela 317 prebivalcev.
Do reforme občinske strukture leta 1973 je bila Radnja vas samostojna koroška občina. Leta 1964 so jo povečali z dodano prej neodvisno občino Bajdek (nem. Waidegg) (danes pripada občini Cirkno (nem. Kirchbachu)). Gručasta vas Radnja vas leži na desnem bregu Zilja v zgornji Ziljski dolini na 600 m nadmorske višine. Sosednja kraji so Bajdek (nem. Waidegg) (občina Cirkno (nem. Kirchbach)) na severozahodu, Jenik (nem. Jenig) na severu in Dropolje (nem. Tröpolach) na jugovzhodu.
Zahodno od Radnje vasi je bil v 2. - 5. stoletju našega štetja poznoantični jez, tako imenovani Hadnov zid. Ohranjenih je še 336 m prvotnega 1,6 km dolgega masivnega obzidja. Na zahodni strani so vidni tudi kazematni prizidki (= podzemni oboki pri gradnji trdnjave) za moštva. Hadnov zid je zavaroval rudarsko regijo Gurina in trgovske poti čez prelaz Plöcken, Mokrine in Gailberg.
Od leta 2016 se Ziljska železniška proga ne uporablja več za potniški promet na odseku Šmohor–Koče - Muta (nem. Kötschach-Mauthen). Med sezono je tukaj možno najeti drezino.
30. oktobra 2018 je Zilja zaradi močnih padavin poplavljala. Na območju Bajdeka (nem. Waidegga) je počil jez, zaradi česar je bila Radnja vas poplavljena.

## Farna cerkev
Rimskokatoliška župnijska cerkev v Radnji vasi stoji sredi vasi. Cerkev v Radnji vasi je bila prvič omenjena leta 1339, današnja srednje velika cerkev je bila zgrajena v 16. stoletju v poznogotskem slogu in je posvečena svetima Andreju in Marku.
Glavni oltar v visoki trinadstropni zgradbi je iz leta 1710 in je bil obnovljen leta 1909. V notranjosti sta upodobljena sveta Andrej in Marko. Stranski figuri sta sveti Barbara in Katarina Sienska.
Stranski oltar na levi prikazuje sv. Katarino Siensko in je iz 17. stoletja. Desni stranski oltar prikazuje Devico Marijo z detetom Jezusom in je približno iz 18. stoletja.
Orgle je leta 1770 zgradil orglarski mojster Schall iz Gradca in so bile najprej nameščene v župnijski cerkvi v Rožeku. Leta 1830 so orgle prispele v cerkev v Dole na Zilji, leta 1863 pa so jih premestili v Radnjo vas.